# Ferri-holmquistite
La ferri-holmquistite è un minerale ipotetico classificato come anfibolo appartenente al sottogruppo degli anfiboli di litio.
I minerali ipotetici sono nomi assegnati dall'IMA ai termini di una serie non ancora trovati in natura oppure a sostanze artificiali per cui si presume anche l'esistenza in natura.